# 1337x
1337x je webová stránka, která poskytuje adresář torrentových souborů a magnetických odkazů používaných pro sdílení souborů peer-to-peer prostřednictvím protokolu BitTorrent . Podle zpravodajského blogu TorrentFreak je 1337x třetí nejpopoulárnější internetovou stránkou svého typu od roku 2021.

## Historie
1337x byla založena v roce 2007 a největší růst popularity zaznamenala v roce 2016 po zrušení stránky KickassTorrents.  V říjnu 2016 představila nový návrh stránky s novými funkcionalitami. Vyhledávací dotazy na tuto stránku jsou zakázány společností Google a nezobrazuje se ani ve služběvyhledávání Google. Tento krok byl přijat na žádost Feelgood Entertainment v roce 2015. V tomtéž roce se stránka přesunula ze své starší domény .pl na doménu .to, částečně proto, aby se vyhnula blokování.
Design 1337x lze přirovnat k dnes již neexistující stránce h33t.